# Duco van Haren (1747-1801)
Duco van Haren (Den Haag, 6 november 1747 - Weimar, 27 mei 1801) was een Nederlandse bestuurder.

## Levensloop

### Achtergrond
Duco van Haren stamde uit de familie Van Haren. Zijn vader was Onno Zwier van Haren (1713-1779), grietman van Weststellingwerf. Zijn moeder was Sara Adel van Huls (1718-1793), een nazaat van Samuel van Huls.

## Carrière
Van Haren bekleedde enkele ambten in Friesland en Amsterdam. In die laatste stad redde hij bij een brand in de Schouwburg van Amsterdam op 11 mei 1772 het leven van Sara van den Heuvel met wie hij een maand later in het huwelijk trad. Na zijn huwelijk werkte hij voor zijn schoonvader, een koopman die handel dreef op West-Indië. Hun zoon Pieter Willem van Haren (1774-1850) werd in 1822 erkend te behoren tot de Nederlandse adel met de titel van baron; met hem stierf het adellijke geslacht uit. Zijn dochter Anna Margaretha Johanna van Haren trouwde op 21 april 1819 in Den Haag met jhr. Leonhard Robert Gevaerts (1774-1864), een zoon van Ocker Gevaerts. In 1787, na de Pruisische inval, vestigde hij zich in Friesland. Een jaar later werd hij benoemd tot grietman van Het Bildt. Hij woonde tijdens zijn grietmanschap in Sint Annaparochie.
Duco van Haren werd in 1795 als gevolg van de Bataafse Revolutie afgezet en vluchtte naar Duitsland. Zijn financiële middelen waren niet meer toereikend en in Duitsland werd hij gouverneur van de jonge prins van Saksen-Weimar-Eisenach.
Zijn einde was tragisch: bij het omvallen van een postwagen viel een zware koffer op zijn borst. Hij overleed later aan zijn verwondingen in Weimar.
- Biografisch Portaal: 04468658
- Digitale Bibliotheek voor de Nederlandse Letteren: hare008
- International Standard Name Identifier: 0000 0003 9594 1569
- Nederlandse Thesaurus van Auteursnamen: 07007500X
- Virtual International Authority File: 290770521
- WorldCat: E39PBJfx6bpWX6xW99H6JCDjG3